# Siphlaenigmatidae
Siphlaenigmatidae is een familie van haften (Ephemeroptera).

## Geslachten
De familie Siphlaenigmatidae omvat de volgende geslachten:
- Siphlaenigma Penniket, 1962